# Chùa Chân Tiên (Hà Tĩnh)
Chùa Chân Tiên hay Chân Tiên Tự nằm trên núi Tiên An thuộc xã Thịnh Lộc, huyện Can Lộc, tỉnh Hà Tĩnh. Chùa Chân Tiên được xây dựng vào thời nhà Trần (thế kỷ 13). Chùa gồm hai ngôi: ngôi bên trái thờ phật và ngôi bên phải thờ thánh mẫu. Nhà bên trái thờ Phật Tổ, được xây dựng bằng vôi vữa theo kiến trúc tứ trụ, có 3 gian, xung quanh có tường bao bọc. Chùa được lợp ngói vảy, hai bên hiên chùa thờ hai vị: quan Văn (bên trái) và quan Võ (bên phải). Nhà bên phải thờ Thánh Mẫu bao gồm các công trình như nhà Thượng điện, kiệu Long đình và nhà Bái đường. Các công trình này đều được trang trí hoa văn, họa tiết khá tinh xảo như hình rồng, hình Mặt Trăng, hoa lá... Trong chùa hiện nay còn lưu giữ một số hiện vật thờ tự quý hiếm như: các pho tượng Phật, lư hương, trống, hương án, cờ Phật...
Năm 1992, Chùa Chân Tiên đã được Bộ Văn hóa - Thể thao công nhận là di tích lịch sử văn hóa cấp Quốc gia.